# Vaillantodes andalusiacus
Vaillantodes andalusiacus är en tvåvingeart som beskrevs av Wagner 2001. Vaillantodes andalusiacus ingår i släktet Vaillantodes och familjen fjärilsmyggor.
Artens utbredningsområde är Spanien. Inga underarter finns listade i Catalogue of Life.